# Cristian Sacaza
Cristian Javier Sacaza Brian (ur. 18 sierpnia 1998) – honduraski piłkarz występujący na pozycji lewego skrzydłowego, reprezentant Hondurasu, od 2023 roku zawodnik Marathónu.